# Еманюел Ебуе
Еманюѐл Ебуѐ (на френски: Emmanuel Eboué) е дефанзивен футболист от Кот д'Ивоар. Роден е на 4 юни 1983 в град Абиджан. Играе за севернокипърския Тюрк Окаджъ и за националния отбор на Кот д'Ивоар.

## Кариера
Започва кариерата си в родния АСЕК Мимозас. От септември 2002 играе за белгийския „Беверен“, където изиграва 70 мача и отбелязва 4 гола.

### Арсенал
Подписва договор с английския „Арсенал“ за 4 години на 1 януари 2005, като трансферът струва 1,54 млн. евро. На „Хайбъри“ му партнира неговият съотборник от националния отбор на Кот д'Ивоар, Коло Туре.
Няколко дни след подписването на договора дебютира за лондончани в мач от турнира за ФА Къп срещу Стоук Сити. Първият му гол за „Арсенал“ идва на 25 октомври 2005 срещу „Съндърланд“ при победата с 3-0 в мач от третия кръг на турнира за купата на лигата. Дебютира в Шампионската лига на 18 октомври 2005 в мача „Спарта (Прага)“ — „Арсенал“ 0:2, в който влиза като резерва в 73-тата минута.

### Галатасарай
На 16 август 2011 г. подписва 4-годишен договор с турския отбор на Галатасарай за сумата от 3,5 млн. евро.

### Национален отбор
Дебютира за националния отбор на Кот д'Ивоар през септември 2004 срещу Судан.

## Успехи
Галатасарай
- Шампион на Турция – 2011–12
- Суперкупа на Турция – 2012